# Bill Conti
William „Bill” Conti (n. 13 aprilie 1942, Providence, Rhode Island, SUA) este un compozitor din Statele Unite ale Americii, care a primit Premiul Oscar pentru cea mai bună coloană sonoră pentru filmul Cursa spațială. Este cunoscut pentru coloana sonoră a filmului Rocky, cântecul Gonna Fly Now fiind nominalizat la Premiul Oscar pentru cea mai bună melodie originală.

## Coloane sonore
- Blume in Love (1973)
- Harry and Tonto (1974)
- Next Stop, Greenwich Village (1976)
- Rocky (1976)
- F.I.S.T (1978)
- Paradise Alley (1978)
- The Big Fix (1978)
- Slow Dancing in the Big City (1978)
- An Unmarried Woman (1978)
- Five Days from Home (1978)
- Dreamer (1979)
- Rocky II (1979)
- Goldengirl (1979)
- The Seduction of Joe Tynan (1979)
- A Man, a Woman and a Bank (1979)
- Gloria (1980)
- Private Benjamin (1980)
- The Formula (1980)
- Escape to Victory (1981)
- Carbon Copy (1981)
- For Your Eyes Only (1981)
- Neighbors (1981)
- Rocky III (1982)
- I, the Jury (1982)
- Split Image (1982)
- Tema din serialul Dynasty (1982), 9 săptămâni în Billboard Hot 100, locul 52 în decembrie 1982.[8]
- That Championship Season (1982)
- Emerald Point N.A.S. (1983)
- Bad Boys (1983)
- The Terry Fox Story (1983)
- Grand Canyon: The Hidden Secrets (1984)
- The Karate Kid (1984)
- The Karate Kid I, II, III, The Next Karate Kid Original Motion Picture Soundtrack Scores (lansare în 2006)
- Theme from Dynasty II: The Colbys (1985)
- North and South (1985)
- The Right Stuff (1985)
- Gotcha! (1985)
- F/X (1986)
- The Karate Kid, Part II (1986) (lansare în 2011)
- Nomads (1986)
- Masters of the Universe (1987)
- A Prayer for the Dying (1987)
- Broadcast News (1987)
- A Night in the Life of Jimmy Reardon (1988)
- Cohen & Tate (1988)
- Lock Up (1989)
- Rocky V (1990)
- Necessary Roughness (1991)
- Year of the Gun (1991)
- Falcon Crest (TeeVee Tunes Soundtrack) (1992)
- Dynasty (TeeVee Tunes Soundtrack) (1992)
- Blood In Blood Out (1993)
- The Adventures of Huck Finn (1993)
- Rookie of the Year (1993) (lansare în 2006)
- 8 Seconds (1994)
- Bushwhacked (1995) (lansare în 2006)
- Napoleon (1995)
- Spy Hard (1996)
- The Real Macaw (1998)
- Wrongfully Accused (1998)
- Inferno (1999)
- The Thomas Crown Affair (1999) (diverși artiști)
- Avenging Angelo (2002)
- Boys on the Run (2003)
- Rocky Balboa (2006)
- Rocky Balboa: The Best of Rocky (2006) diverși artiști)